# Thabazimbi
Thabazimbi (officieel Thabazimbi Local Municipality) is een stad en gemeente in het Zuid-Afrikaanse district Waterberg.
Thabazimbi ligt in de provincie Limpopo en telt 85.234 inwoners.

## Hoofdplaatsen
Het nationaal instituut voor de statistiek, Stats SA, deelt sinds de census 2011 deze gemeente in in 11 zogenaamde hoofdplaatsen (main place):
Amandelbult • Dwaalboom • Leeupoort • Middeldrift • Northam A • Northam B • Rooiberg • Sitrusvlakte • Thabazimbi • Thabazimbi A • Thabazimbi NU.